# Zed
Zed — вільний текстовий редактор із відкритим сирцевим кодом для Linux та macOS із підтримкою розширень та вбудованим керуванням версіями за допомогою Git. Розробники — компанія Zed Industries — пов'язані з Atom.
Функції включають підтримку підсвічування синтаксису, протоколу сервера мов (LSP) та протоколу контексту моделі (MCP).

## Історія
Після припинення 2022 року розробки текстового редактора Atom, троє ключових учасників створили Zed, анонсувавши його 2023 року. 2024 року проєкт опубліковано з відкритим кодом.